# Saint-Germain-Nuelles
Saint-Germain-Nuelles est une commune française située dans le département du Rhône en région Auvergne-Rhône-Alpes.

## Géographie
La commune est située dans le Beaujolais, au nord de L'Arbresle et à 18 kilomètres au nord-ouest de Lyon.

### Communes limitrophes
| Le Breuil | Chessy                |                          |
| Bully     | Saint-Germain-Nuelles | Châtillon                |
|           | L'Arbresle            | Fleurieux-sur-l'Arbresle |

### Climat
Pour des articles plus généraux, voir Climat d'Auvergne-Rhône-Alpes et Climat du Rhône.
En 2010, le climat de la commune est de type climat océanique dégradé des plaines du Centre et du Nord, selon une étude du Centre national de la recherche scientifique s'appuyant sur une série de données couvrant la période 1971-2000. En 2020, Météo-France publie une typologie des climats de la France métropolitaine dans laquelle la commune est exposée à un climat de montagne ou de marges de montagne et est dans la région climatique  Nord-est du Massif Central, caractérisée par une pluviométrie annuelle de 800 à 1 200 mm, bien répartie dans l’année.
Pour la période 1971-2000, la température annuelle moyenne est de 11,3 °C, avec une amplitude thermique annuelle de 17,6 °C. Le cumul annuel moyen de précipitations est de 806 mm, avec 9,3 jours de précipitations en janvier et 6,5 jours en juillet. Pour la période 1991-2020, la température moyenne annuelle observée sur la station météorologique de Météo-France la plus proche, « Le Breuil », sur la commune du Breuil à 5 km à vol d'oiseau, est de 11,6 °C et le cumul annuel moyen de précipitations est de 749,8 mm,. Pour l'avenir, les paramètres climatiques de la commune estimés pour 2050 selon différents scénarios d'émission de gaz à effet de serre sont consultables sur un site dédié publié par Météo-France en novembre 2022.

## Urbanisme

### Typologie
Au 1er janvier 2024, Saint-Germain-Nuelles est catégorisée ceinture urbaine, selon la nouvelle grille communale de densité à sept niveaux définie par l'Insee en 2022.
Elle appartient à l'unité urbaine de L'Arbresle, une agglomération intra-départementale regroupant huit  communes, dont elle est une commune de la banlieue,,. Par ailleurs la commune fait partie de l'aire d'attraction de Lyon, dont elle est une commune de la couronne,. Cette aire, qui regroupe 397 communes, est catégorisée dans les aires de 700 000 habitants ou plus (hors Paris),.

### Occupation des sols
L'occupation des sols de la commune, telle qu'elle ressort de la base de données européenne d’occupation biophysique des sols Corine Land Cover (CLC), est marquée par l'importance des territoires agricoles (76,7 % en 2018), en diminution par rapport à 1990 (81,3 %). La répartition détaillée en 2018 est la suivante : 
zones agricoles hétérogènes (36,7 %), cultures permanentes (25,7 %), prairies (14,3 %), zones urbanisées (12,4 %), forêts (10,9 %). L'évolution de l’occupation des sols de la commune et de ses infrastructures peut être observée sur les différentes représentations cartographiques du territoire : la carte de Cassini (XVIIIe siècle), la carte d'état-major (1820-1866) et les cartes ou photos aériennes de l'IGN pour la période actuelle (1950 à aujourd'hui).

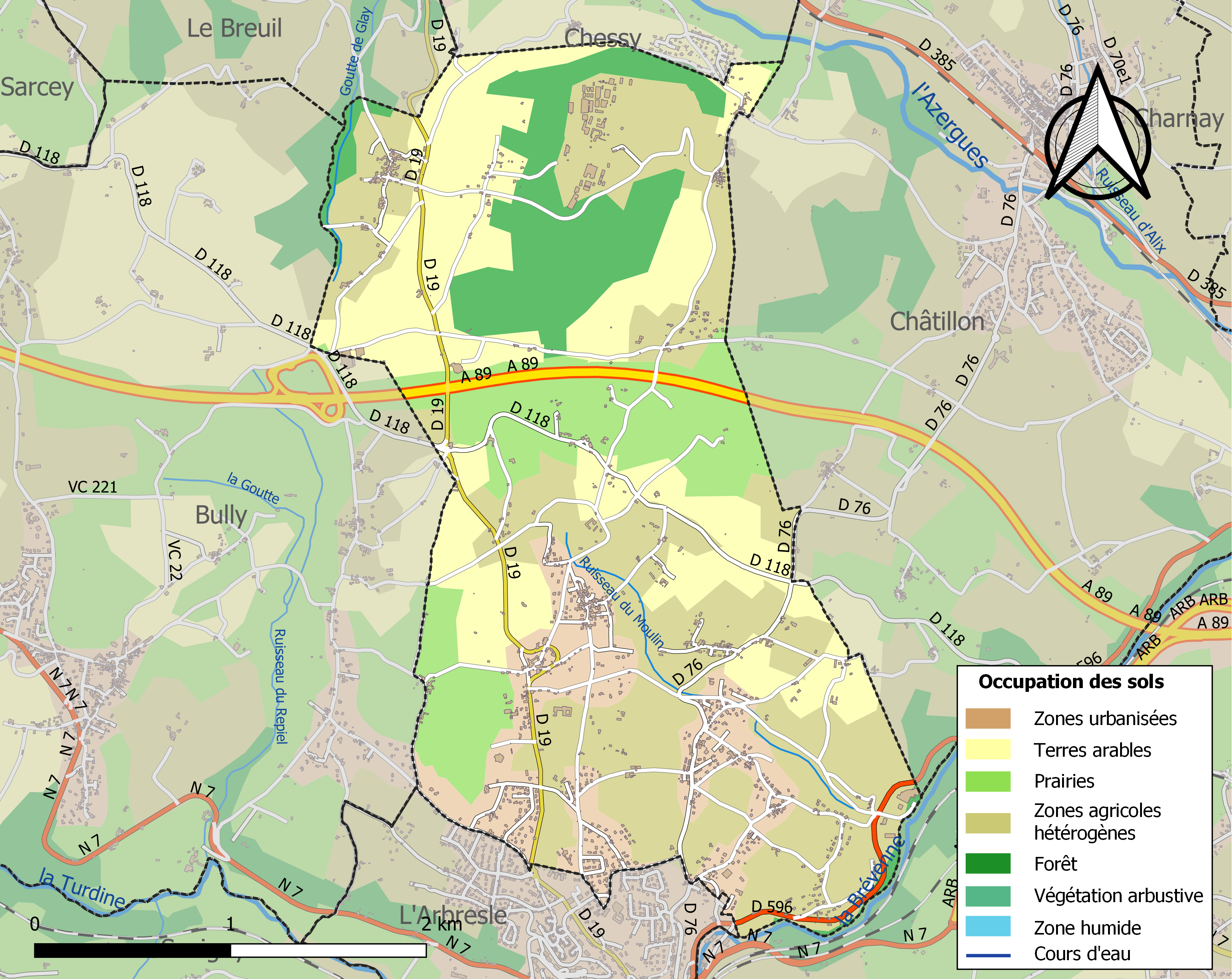
Carte des infrastructures et de l'occupation des sols de la commune en 2018 (CLC).

## Histoire
L'arrêté préfectoral du 12 novembre 2012 crée officiellement la commune nouvelle de Saint-Germain-Nuelles qui prend effet le 1er janvier 2013 par la fusion de Saint-Germain-sur-l'Arbresle et de Nuelles,.

## Politique et administration

### Administration territoriale
La commune est rattachée administrativement à l'arrondissement de Villefranche-sur-Saône et fait partie du canton du Val d'Oingt.

### Administration municipale
Pendant la période de transition jusqu'aux élections municipales de mars 2014, et conformément à l'arrêté de création de la commune nouvelle, le conseil municipal était composé de 28 membres dont 15 issus de Saint-Germain et 13 de Nuelles. Celui-ci a élu comme premier maire Jean-Marc Cléchet, ancien maire de Saint-Germain-sur-l'Arbresle. Deux tours de scrutin ont été nécessaires pour remporter l'élection qui s'est jouée à une voix.
Lors de la première élection de la commune nouvelle en mars 2014, 3 listes se présentent. Au second tour, avec 73% de participation, la liste de Noël Ancian est élue avec 51% des voix, contre 29% pour la liste de Jean-Marc Cléchet et 20% pour la liste de Martine Publié.
Le nombre d'habitants au dernier recensement étant compris entre 1 500 et 2 499, le nombre de membres du conseil municipal est de dix-neuf depuis les élections de mars 2014.

### Liste des maires
| Période          | Période      | Identité          | Étiquette | Qualité                                                                                                  |
| ---------------- | ------------ | ----------------- | --------- | --- |
| 1er janvier 2013 | 5 avril 2014 | Jean-Marc Cléchet | DVD       | Cadre supérieur Maire de Saint-Germain-sur-l'Arbresle (2012 → 2013)                                      |
| 5 avril 2014     | En cours     | Noël Ancian       | SE        | Ingénieur conseil Vice-président de la CC du Pays de L'Arbresle (2014 → ) Réélu pour le mandat 2020-2026 |

### Intercommunalité
La commune fait partie de la communauté de communes du Pays de L'Arbresle.

## Population et société

### Démographie
Le chiffre de la population totale à la date de création de la commune en 2013, s'élève à 1 972 habitants. La population légale 2012, en vigueur au 1er janvier 2015, s'élève à 2 068 habitants.

## Économie

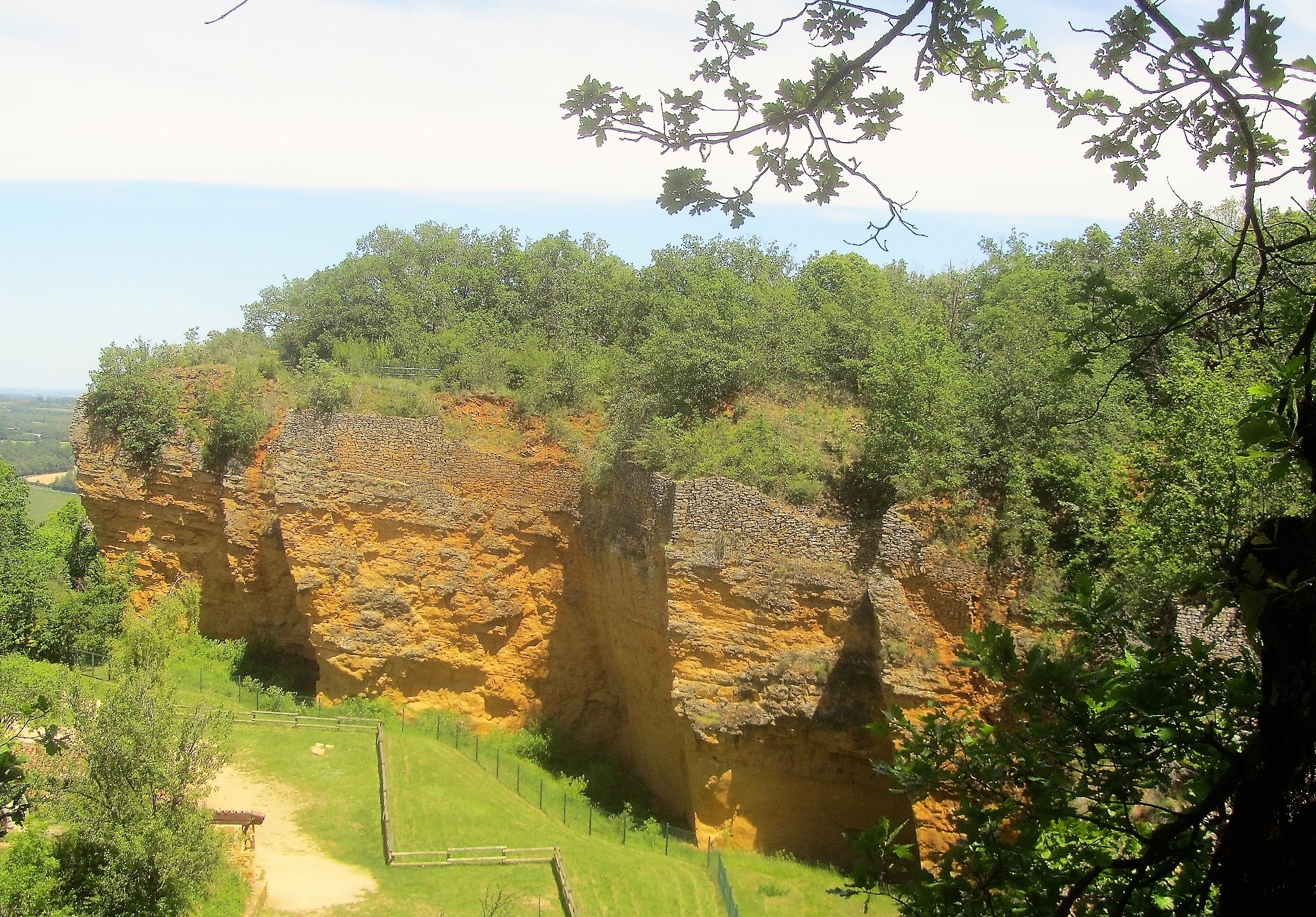
Front de taille de la carrière de Glay.

### Tourisme
Le territoire communal, en l'occurrence le hameau de Glay, est traversé par le Sentier de grande randonnée de pays Tour du Beaujolais des Pierres dorées
C'est dans ce hameau que se situe une carrière d'extraction de ces pierres dorées dont la couleur caractèrise les habitations du sud du Beaujolais.

## Culture locale et patrimoine

### Lieux et monuments

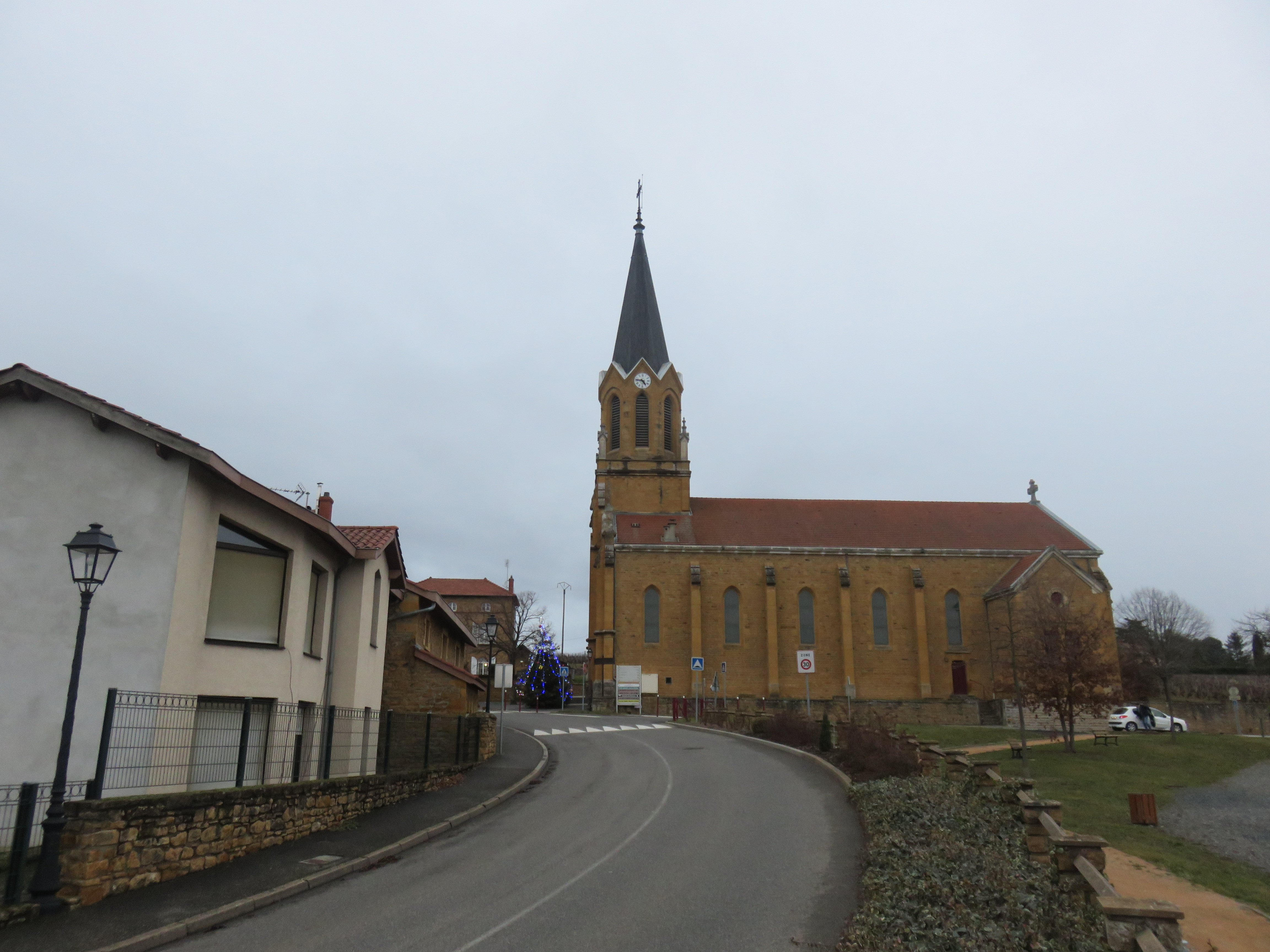
L'église de Saint-Germain.

L’Église du village possède un chœur vouté avec nervures . Datant du XIIe siècle, elle a été démolie en 1874 puis remplacée par l'église actuelle de style néo-gothique.
Sur le territoire de l'ancienne commune de Nuelles, l'église Saint-Joseph est de datation inconnue, estimée du XVe siècle et un château seigneurial au nord de la commune a été lourdement restauré et est à présent une demeure privée.

## Pour approfondir